# Greg Louganis
Greg Louganis (n. 29 ianuarie 1960, San Diego, California, SUA) este un sportiv ce a reprezentat Statele Unite ale Americii, medaliat olimpic. A participat la 3 ediții ale Jocurilor Olimpice (1976, 1984, 1988) în care a câștigat 4 medalii de aur și o medalie de argint.